# Western Stars
Western Stars é o décimo nono álbum de estúdio do cantor e compositor americano Bruce Springsteen, lançado pela Columbia Records em 14 de junho de 2019. Foi produzido por Ron Aniello, que trabalhou com Bruce em seus dois álbuns anteriores: Wrecking Ball (2012) e High Hopes (2014). O álbum marca o primeiro álbum de estúdio de Bruce com material solo desde Devils and Dust.
Bruce disse que um documentário sobre a produção do álbum está sendo planejado. No entanto, ele não deve fazer uma turnê do disco e anunciou que mudará o foco para gravar um novo álbum com a E Street Band no outono de 2019 (primavera no Hemisfério Sul).

## Antecedentes
Bruce declarou em abril de 2019 que o álbum foi influenciado pela "música pop do sul da Califórnia" dos anos 1970, incluindo artistas como Glen Campbell e Burt Bacharach. Ao anunciar o álbum naquele mês, ele o chamou de "um retorno às minhas gravações solo com canções dirigidas por personagens e arranjos orquestrais radicais e cinematográficos", com um comunicado de imprensa o caracterizando como uma "gama de temas estadunidenses, de espaços de estradas e desertos, de isolamento e comunidade e a permanência do lar e da esperança".

## Singles
"Hello Sunshine" foi lançado em 26 de abril como o primeiro single, junto com um videoclipe. "There Goes My Miracle" foi lançado como o segundo single do álbum em 17 de maio de 2019. O terceiro single, "Tucson Train", foi lançado em 30 de maio de 2019, juntamente com um vídeo dirigido por Thom Zimny. Um videoclipe para o quarto single do álbum, "Western Stars", também dirigido por Zimny, foi lançado em 14 de junho de 2019.

## Filme
Foi anunciado em 23 de julho de 2019 que Bruce estreará mundialmente seu filme codirigido, Western Stars, no Festival Internacional de Cinema de Toronto de 2019. O filme marca a primeira direção de Bruce e foi codirigido por seu colaborador de longa data Thom Zimny. O filme apresenta Bruce e sua banda de apoio tocando a música do álbum para um público ao vivo.
Cameron Bailey, diretor artístico do festival, disse sobre o filme: “Nós temos a estreia na direção de Bruce Springsteen no festival, acho que ele tem um grande futuro pela frente. É em grande parte desempenho, mas há um enquadramento nisso. É muito fílmico, que é o que me atraiu. O álbum e o filme são ambos sobre essa estrela em queda de filmes ocidentais nível B que está relembrando sua vida e as decisões que ele tomou. Essa narrativa e esse personagem moldam todas as canções. Entre as canções, Bruce realmente falou sobre esse personagem que ele inventou, a história que ele escreveu para o personagem, e como isso reflete sobre sua própria vida enquanto ele envelhece e outros tipos de narrativas que ele teve em seus álbuns anteriores.

## Recepção da critica
| Críticas profissionais | Críticas profissionais |
| Pontuações agregadas   | Pontuações agregadas   |
| Fonte                  | Avaliação              |
| ---------------------- | ---------------------- |
| Metacritic             | 84/100                 |
| Avaliações da crítica  |                        |
| Fonte                  | Avaliação              |
| AllMusic               | [ 12 ]                 |
| The Guardian           | [ 13 ]                 |
| NME                    | [ 14 ]                 |
| Pitchfork              | 7.8/10                 |
| Rolling Stone          | [ 16 ]                 |

Western Stars foi bem recebido pela crítica musical. No Metacritic, que atribui uma pontuação média ponderada com valor máximo de 100 de avaliações e classificações de críticos selecionados do mainstream, o álbum recebeu uma metapontuação de 84, que é baseado em 31 resenhas, indicando "aclamação universal". Pat Carty, na Hot Press, descreveu o álbum como uma "gravação de tirar o fôlego, mas positivamente bonita - tanto elegíaco quanto caloroso, um truque que poucos poderiam fazer, se é que algum poderia."

## Desempenho comercial
Western Stars estreou na segunda colocação da Billboard 200 dos EUA (atrás de Madame X de Madonna) com 66 mil unidades equivalentes a álbuns, das quais 62 mil eram vendas puras de álbuns. É o 20º álbum de Bruce a atingir o top 20 nos EUA.

## Faixas
| N.º            | Título                                                             | Duração |  |
| 1.             | "Hitch Hikin'" (Pegando Carona)                                    | 3:37    |  |
| 2.             | "The Wayfarer" (O Viajante)                                        | 4:18    |  |
| 3.             | "Tucson Train" (Trem de Tucson)                                    | 3:31    |  |
| 4.             | "Western Stars" (Estrelas d'Oeste)                                 | 4:41    |  |
| 5.             | "Sleepy Joe's Café" (Café do Joe Sonolento)                        | 3:14    |  |
| 6.             | "Drive Fast (The Stuntman)" (Dirija Rápido (O Dublê))              | 4:16    |  |
| 7.             | "Chasin' Wild Horses" (Perseguindo Cavalos Selvagens)              | 5:03    |  |
| 8.             | "Sundown" (Pôr do Sol)                                             | 3:17    |  |
| 9.             | "Somewhere North of Nashville" (Algum Lugar ao Norte de Nashville) | 1:52    |  |
| 10.            | "Stones" (Pedras)                                                  | 4:44    |  |
| 11.            | "There Goes My Miracle" (Lá Se Vai Meu Milagre)                    | 4:05    |  |
| 12.            | "Hello Sunshine" (Olá Brilho do Sol)                               | 3:56    |  |
| 13.            | "Moonlight Motel" (Motel Luar)                                     | 4:16    |  |
| Duração total: | Duração total:                                                     | 50:50   |  |

## Paradas
| Chart (2019)                          | Peak position |
| ------------------------------------- | ------------- |
| Austrália (ARIA)                      | 1             |
| Áustria (Ö3 Austria Top 40)           | 1             |
| Bélgica (Ultratop Flandres)           | 1             |
| Bélgica (Ultratop Valônia)            | 3             |
| Canadá (Billboard)                    | 4             |
| República Tcheca (ČNS IFPI)           | 9             |
| Dinamarca (Hitlisten)                 | 4             |
| Países Baixos (Dutch Charts)          | 1             |
| Finlândia (Suomen virallinen lista)   | 3             |
| França (SNEP)                         | 3             |
| Alemanha (Offizielle Deutsche Charts) | 1             |
| Hungria (MAHASZ)                      | 16            |
| Irlanda (IRMA)                        | 1             |
| Itália (FIMI)                         | 1             |
| Japão (Oricon)                        | 16            |
| Nova Zelândia (RMNZ)                  | 1             |
| Noruega (VG-lista)                    | 1             |
| Polónia (ZPAV)                        | 12            |
| Portugal (AFP)                        | 2             |
| Escócia (Official Scottish Albums)    | 1             |
| Espanha (PROMUSICAE)                  | 1             |
| Suécia (Sverigetopplistan)            | 3             |
| Suíça (Schweizer Hitparade)           | 1             |
| Reino Unido (Official Albums Chart)   | 1             |
| US Billboard 200                      | 2             |

## Certificações
| Região                                                                                                  | Certificação | Vendas                                               |
| --- | ------------ | ---------------------------------------------------- |
| Italy                                                                                                   | Ouro         | 30 000                                               |
| United Kingdom                                                                                          | Prata        | Erro de expressão: Palavra "estados" não reconhecida |
| *números de vendas baseados somente na certificação ^números de vendas baseados somente na certificação |              |                                                      |